# Elizabeth Lombardini-Smith
Elizabeth Lombardini-Smith (Norfolk, 1º settembre 1957) è un soprano e regista teatrale statunitense.

## Biografia

### Studi
Si è laureata in musica nel 1979 presso l'Università di Michigan, Ann Arbor USA. Nel 1980 ha completato il Masters in musica presso la stessa istituzione, studiando inizialmente con il basso-baritono Willis Patterson ed in seguito con il soprano Eva Likova. 
Nel 1980 ha vinto una borsa di studio del Rotary International (Distretto Detroit-Windsor 640) che le ha consentito di perfezionarsi in Italia; nel 1978 ha vinto una borsa di studio dalla Fondazione Kosciuszko (New York) per studi culturali estivi presso l'Università Cattolica a Lublino (Polonia). 
È stata allieva del Conservatorio “Giuseppe Verdi” di Milano (1980-1983) studiando con il tenore Angelo Loforese, e del corso biennale per artisti lirici tenuto presso il Teatro alla Scala (Centro di Perfezionamento per Giovani Artisti Lirici) studiando con il mezzosoprano Giulietta Simionato, diplomandosi alla Scala nel 1984. 
Nel 1984 ha vinto il concorso per giovani cantanti lirici indetto dal Teatro Regio di Torino, debuttando in La bohème di Puccini ed in Gargantua di Azio Corghi. 
Dal 1984 al 1986 è stata scritturata dalla Staatsoper di Vienna. 
Si è perfezionata in seguito con Romolo Guglielmo Gazzani e Rodolfo Celletti.

### Didattica
Ha pubblicato articoli riguardanti l'emissione vocale e dal 1994 al 1996 ha insegnato canto al Conservatorio Statale “A. Scontrino” di Trapani. Ha insegnato numerosi Masterclass in Italia in collaborazione con Romolo Guglielmo Gazzani. 
Il suo lavoro didattico è citato in Storia della Musica – Enciclopedia Tematica Aperta (Jaca Book).
Nel 1993, ha ideato e partecipato alla creazione del Laboratorio Lirico Ars Nova (Associazione Siciliana per la musica da camera), un programma di avviamento per il teatro lirico che è omnicomprensivo di musicisti, organizzativi e addetti e realizzatori per gli allestimenti. 
Nel 1997, il Laboratorio Lirico si è evoluto diventando Operalaboratorio Città di Palermo-Teatro Massimo con finanziamenti del Comune di Palermo. Ha effettuato uno percorso gestionale di un anno nella direzione artistica della Fondazione Teatro Massimo di Palermo (1998-99) sotto la guida di compositore Marco Betta per la gestione ed amministrazione produttiva del teatro lirico .
Ha organizzato scambi culturali con gli Stati Uniti mentre nel 2002 ha creato insieme al Teatro Manoel di Malta un protocollo d'intesa che ha visto i giovani siciliani e maltesi eseguire opere liriche dal 2001 al 2008 al Teatro Nazionale di Malta con l'Orchestra Nazionale.
Dal 2003 è presidente dell'Associazione “I Solisti di Operalaboratorio”.
Chiamata come esperto in tutt'Italia, giudica regolarmente concorsi internazionali.

### Regie
Ha iniziato la sua attività di regista teatrale con Le Nozze di Figaro di Mozart. In seguito, ha curato la regia per Il matrimonio segreto di Cimarosa, Il barbiere di Siviglia di Rossini, L'elisir d'amore di Donizetti. La sua regia de L'elisir d'amore è stata inclusa nel cartellone di TAOARTE 2007 presso il Teatro Antico di Taormina. 
Nel marzo 2008, ha firmato le regie di Gianni Schicchi di Puccini e La notte di un nevrastenico di Nino Rota.

### Amministrazione
Per sei anni (2005-2010) ha curato la rassegna lirica “Sicilia Piccola Grande Patria” ed è stata nominata direttore del Dipartimento di Studi Musicali per l'Accademia Nazionale della Politica nel 2008. 
È stata nominata consigliere d'amministrazione dalla Regione Siciliana per l'Orchestra Sinfonica Siciliana dal maggio 2006 al giugno 2009. Dall'aprile a dicembre 2007 ha ricoperto la carica di direttore artistico ad interim per l'orchestra. 
È l'autrice del progetto “Officina Sinfonica Siciliana”, il quale viene finanziato per l'anno 2010 dal Dipartimento della Gioventù – Presidenza dei Consiglio dei Ministri.